# Montale
Montale é uma comuna italiana da região da Toscana, província de Pistoia, com cerca de 10.133 habitantes. Estende-se por uma área de 32 km², tendo uma densidade populacional de 317 hab/km². Faz fronteira com Agliana, Cantagallo (PO), Montemurlo (PO), Pistoia.

## Demografia
| Variação demográfica do município entre 1861 e 2011                               |
|                                                                                   |
| Fonte: Istituto Nazionale di Statistica (ISTAT) - Elaboração gráfica da Wikipedia |